# Cristo e la Vergine in trono
Cristo e la Vergine in trono è un dipinto a tempera e oro su tavola (97x59 cm) attribuito a Rinaldo da Siena (Maestro delle Clarisse), databile al 1270 circa e conservato nel Museo Diocesano presso l'Oratorio di San Bernardino a Siena.

## Storia
La tavola era nota tradizionalmente come "Madonna della Palla", poiché secondo una tradizione cinquecentesca essa si trovava all'esterno, presso la tettoia del convento femminile francescano di Santa Petronilla a Siena, dove venne colpita accidentalmente da una palla che lasciò un segno indelebile sulla guancia della Madonna, visto come un miracoloso livido, ancora oggi ben visibile. Nel 1571, seguendo gli spostamenti delle Clarisse, la tavola fu trasferita nel convento degli Umiliati, poi nel 1789 nell'oratorio della famiglia Dei alla villa del Vignanone e quindi nel convento di San Girolamo in Campansi che valse alla tavola l'ulteriore appellativo di "Madonna del Chiesino". Di nuovo, nel 1874 passò nella chiesa del Santuccio. Nel 1905 fu trasferita nel monastero delle Clarisse, presso Porta Laterina; dopo la recente soppressione il dipinto è passato al Museo Diocesano. 
Opera sempre oggetto di ampia venerazione, nel 1649 fu fregiata per decreto dell'arcivescovo dei titoli di "Graziosa e Miracolosa"; almeno quattro volte (nel 1586, 1655, 1723 e 1824) fu portata solennemente in processione per la domenica in albis. 
Furono Garrison 
(1949) e Stubblebine (1964) a tracciare la figura del "Maestro delle Clarisse" a partire da questa tavola, che poi Luciano Bellosi, nel 1991, ha collegato alla tavoletta di biccherna di don Bartolomeo de Alexis di San Galgano (1278) documentata come opere di "Rinaldo pittore". La datazione si basa sul persistere delle influenze di Coppo di Marcovaldo in un ambito legato ormai strettamente a Guido da Siena e in particolare a Dietisalvi di Speme (con opere come la Madonna Galli-Dunn, in particolare nelle aureole, nel motivo decorativo del trono, nella forma del velo di Maria). 
L'opera subì un importante restauro nel 1947-1949, che la liberò dalle ridipinture, e di nuovo nel 1970 (quando fu poggiata su un supporto in vetroresina e posta sotto vetro) e nel 1991. Risultano perdute le aureole e un'ampia fetta centrale, integrata con un tratteggio ad acquerello destinato a facilitare la lettura delle figure; anche il lato sinistro e la zona inferiore hanno subito estese cadute di colore. 

## Descrizione e stile
Sebbene la tavola sia interessata da una vasta lacuna nella parte centrale, sono tuttavia leggibili le figure di Cristo e Maria assisi in trono (se ne intravede la spalliera ai lati), con la Vergine che indica il figlio con la mano, ripetendo la diffusissima iconografia della hodigitria, aggiornata però a un contesto a due, con Cristo adulto e benedicente, con in mano un libro semicancellato. Insolita è la collocazione a destra di Maria e a sinistra di Cristo, opposta ad esempio a raffigurazioni più canoniche come il Cristo e la Vergine in gloria di Cimabue nella basilica superiore di Assisi, il mosaico absidale di Santa Maria in Trastevere o quello di Santa Maria Maggiore a Roma. Maria poi, secondo la tradizione bizantina, indossa la cuffia rossa (detta popolarmente "palla") dell'advocata, coperta dal corto velo. Per tutte queste ragioni l'iconografia si presenta come rara, per non dire unica in area italica. 
Rispetto alla tavoletta a Berlino, nonostante la differenza di proporzioni, la figura di Cristo mostra un identico slancio e vigore, con la testa oblunga, i baffi appuntiti, la bocca serrata con un'espressione severa, la barba dal forte chiaroscuro, i colori brillanti, l'insistenza sulla linea soprattutto nel panneggio. Dati stilistici confrontabili anche con il Crocifisso nel Museo civico di San Gimignano. 
I modelli di Guido da Siena (come soprattutto la Maestà di San Domenico) e Coppo di Marcovaldo (la Madonna del Bordone) appaiono più sviluppati in alcuni dettagli, come la linea più dolce, a onda, che scopre il piede di Maria, le linee scure che esaltano l'agemina nella veste di Cristo (dando un'idea più veritiera di volume), un chiaroscuro più sfumato e attondante in dettagli come la mano benedicente di Cristo, e i volti dei due protagonisti. Ancora a livello embrionale appaiono invece gli spunti associabili a Cimabue, che divenne poi a partire dagli anni settanta del Duecento il principale punto di riferimento anche sulla scena senese.  